# Chu Mu-Yen
Chu Mu-Yen (14 de marzo de 1982) es un deportista taiwanés que compitió en taekwondo.
Participó en dos Juegos Olímpicos de Verano en los años 2004 y 2008, obteniendo dos medallas, oro en Atenas 2004 y bronce en Pekín 2008. En los Juegos Asiáticos consiguió dos medallas en los años 2002 y 2006.
Ganó dos medallas en el Campeonato Mundial de Taekwondo en los años 2001 y 2003, y dos medallas en el Campeonato Asiático de Taekwondo en los años 2006 y 2008.

## Palmarés internacional
| Representando a China Taipéi |                                   |                   |           |
| Juegos Olímpicos             |                                   |                   |           |
| Año                          | Lugar                             | Medalla           | Categoría |
| 2004                         | Atenas (Grecia)                   | Medalla de oro    | –58 kg    |
| 2008                         | Pekín (China)                     | Medalla de bronce | –58 kg    |
| Campeonato Mundial           |                                   |                   |           |
| Año                          | Lugar                             | Medalla           | Categoría |
| 2001                         | Jeju (Corea del Sur)              | Medalla de plata  | –54 kg    |
| 2003                         | Garmisch-Partenkirchen (Alemania) | Medalla de oro    | –58 k     |
| Juegos Asiáticos             |                                   |                   |           |
| Año                          | Lugar                             | Medalla           | Categoría |
| 2002                         | Busan (Corea del Sur)             | Medalla de plata  | –54 kg    |
| 2006                         | Doha (Catar)                      | Medalla de bronce | –58 kg    |
| Campeonato Asiático          |                                   |                   |           |
| Año                          | Lugar                             | Medalla           | Categoría |
| 2006                         | Bangkok (Tailandia)               | Medalla de bronce | –58 kg    |
| 2008                         | Luoyang (China)                   | Medalla de oro    | –58 kg    |